# João Guilherme Ratcliff
João Guilherme Ratcliff (Porto, 1776 – Rio de Janeiro, 17 de março de 1825) foi um político e revolucionário luso-brasileiro. Teve atuação destacada na Revolução liberal do Porto, e foi um dos líderes e mártires da Confederação do Equador.
Desafeto de Dona Carlota Joaquina, teve, após execução em decorrência da Confederação do Equador em Pernambuco, a sua cabeça cortada, que, segundo a tradição, foi salgada e enviada dentro de uma caixa de veludo vermelho como presente para a rainha em Portugal, para que ela se sentisse vingada.

## Biografia
Filho de lisboetas de origem inglesa, João Guilherme Ratcliff nasceu em Porto, Portugal, no ano de 1776. Fugiu de sua terra natal por motivos políticos. Refugiou-se no Recife. Homem culto, era poliglota. Espírito contestador, partidário de ideias liberais, não pôde evitar o envolvimento pessoal na revolução republicana de 1824, a célebre Confederação do Equador, que rebentou em Pernambuco.
Partidário feroz do constitucionalismo e das ideias liberais, Ratcliff meteu-se exaltadamente na revolução republicana. Mas, a co-participação de Ratcliff nesse movimento foi mínima. O chefe da Confederação mandou-o para Alagoas, a fim de atrair aquela província à causa dos insurgentes. Ratcliff embarcou no brigue "Constituição ou Morte", de que era comandante João Metrowich, marujo maltês.

João Guilherme Ratcliff, juntamente com outros companheiros da Confederação do Equador, foi julgado e condenado à morte em 12 de março de 1825, por ordem do imperador D. Pedro I em decreto de 10 de setembro de 1824. Apesar dos recursos interpostos, como fez a maçonaria, Ratcliff subiu ao patíbulo cinco dias após sua condenação, em 17 de março de 1825.E aos primeiros raios de luz do dia do suplício, Ratcliff, suspenso e convulso escreveu:
"Morro inocente pela causa do Brasil e da humanidade; possa meu sangue ser útil a ambos."